# Nicola Guerra
Pour les articles homonymes, voir Guerra.
Nicola Guerra (Naples, 2 mai 1865 - Cernobbio, 5 février 1942) est un danseur, chorégraphe et maître de ballet italien.
Formé à la danse par un élève de Carlo Blasis, il devient primo ballerino dans de nombreux théâtres italiens et étrangers et se produit à New York dans The Black Crook.
Danseur et maître de ballet au Hofoper de Vienne (1896-1901), il dirige le ballet de l'Opéra de Budapest (1902-1915), puis le Ballet de l'Opéra de Paris (1927-1929) et finalement l'école de danse de l'Opéra de Rome (1931-1932).